# گلیچ
گلیچ یکی از دستبافته‌های سنتی ایران است که با دستگاه گلیچ‌بافی، شبیه به دستگاه پارچه‌بافی تولید می‌شود.
گلیچ‌بافی بیشتر در شهرها و روستاهای شمال استان سمنان رواج دارد مانند اروست، فولادمحله، رضاآباد و چاشم.
گلیچ شباهت زیادی به گلیم دارد ولی روش بافت آن کاملاً با گلیم تفاوت دارد و شبیه بافتن پارچه با دستگاه است. تارهای گلیچ از جنس نخ پنبه پرتاب، و پودهای آن پشمی است.
شهر بهشهر در بهمن ۱۴۰۱ خ. شهر ملی گلیچ معرفی شد.